# Никифор Пловдивски
Никифор Лесбиец (на гръцки: Νικηφόρος) е гръцки духовник, митрополит на Пловдив от 1824 година до смъртта си в 1850 година.

## Биография
Родом е от остров Лесбос със светската фамилия Канданадакис (Κανταναδάκης). Велик архидякон е на Вселенската патриаршия при Григорий V Константинополски и Евгений II Константинополски, а после става велик протосингел при Хрисант I Константинополски. На 26 септември 1824 година е избран за филипополски митрополит. В Пловдив Никифор се отнася благосклонно към българското население, позволявал да му се пее многолетието и на църковнославянски. По негово време са изградени в сегашния им вид пловдивските храмове „Сети Димитър“ (1830), „Света Неделя“ (1832), „Св. св. Константин и Елена“ (1832), „Свети Николай“ (1835), „Света Петка“ (1835 – 1837), „Света Богородица“ (1844), „Свети Йоан Рилски“ и „Свети Георги“ (1848), издигнат е манастирът „Света Петка“ (1833 – 1836), открити са български училища в Копривщица (1837), Сопот (1838) и Пловдив (1850).
При отриването на училището в Сопот в 1838 година, митрополит Никифор го благославя и му обещава средства. Отнася се с голямо уважение към Неофит Рилски и изпраща при него човек да се учи на взаимоучителния метод, за да може да оглави по-късно училището в Хасково. След молба от Чирпан учителят им да знае освен гръцки и български – митрополит Никифор моли Райно Попович да му препоръча някой от своите ученици. Поради тези пробългарски активности, пловдивските гърци начело с Георги Цукала правят донос срещу него в Патриаршията и в 1848 година Никифор е отстранен и изпратен в Казанлък. Митрополитът обаче успява да се оправдае и се връща на катедрата в Пловдив.
Умира на 17 август 1850 година.

## Изследвания
- Иван Гошев, Пловдивските архиереи от турското робство. – В: Сборник в чест на Пловдивския митрополит Максим по случай 80 години от раждането му и 60 години от приемане на духовно звание. С., 1931.